# Thomas Goisque
Thomas Goisque est un reporter-photographe indépendant français né le 27 mars 1969 à Suresnes.

## Biographie
Né à Suresnes en 1969, Thomas Goisque a grandi à Compiègne avant de partir terminer ses études à Paris. En 1995, afin de valider son diplôme de l’École Nationale Supérieure des Arts Décoratifs (section photographie), il part dans le cadre de son projet de fin d’étude en Asie du Sud-Est, en mettant son savoir au service d’Enfants du Mékong, une ONG française engagée dans la scolarisation des enfants des rues.

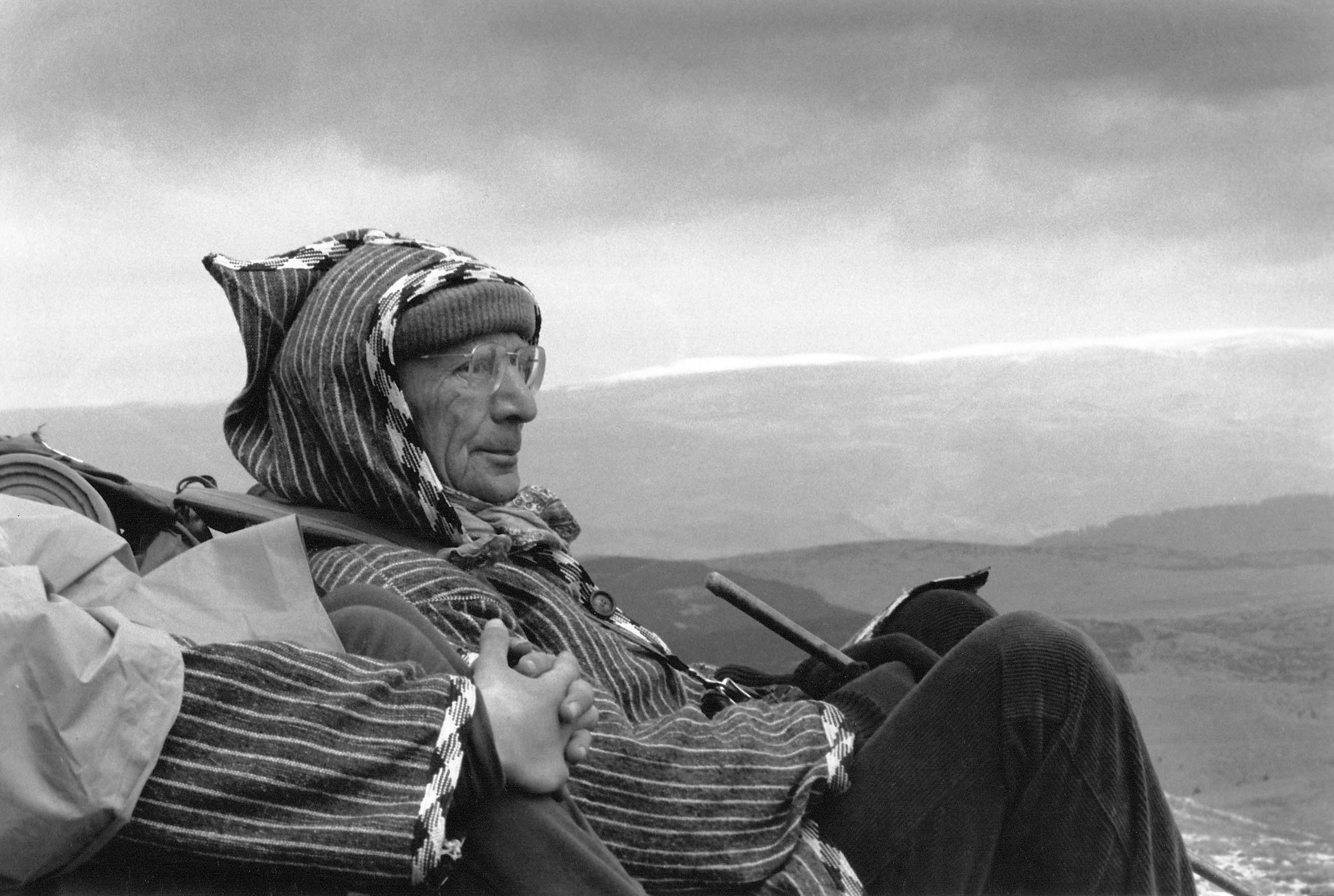
Michel Menu photographié en avril 1991 au cours d’un goum sur le causse Méjean.

Sa carrière débute véritablement en 1993, pendant son service militaire. Tout d’abord attaché au Gouverneur militaire de Paris, Thomas Goisque se porte rapidement volontaire pour partir en Bosnie avec les forces françaises, envoyées maintenir l’ordre à la demande de l’ONU. Incorporé au 7e Bataillon de Chasseurs alpins, il passe l’hiver 1995 sur le mont Igman. Inséparable de son appareil photo, Thomas Goisque s’en sert volontiers, non pour exalter la virilité et la force militaire, mais pour montrer l’humanité, la peur, la fatigue et la camaraderie qui forment le quotidien de ces jeunes appelés missionnés par la France.
De retour en France, ses photos sont publiées par Le Figaro Magazine. Une de ses photographies remporte même, en 1995, le prix Marc Flament, décerné par le ministère de la Défense.
Plus tard, en voyage au Viêt Nam, il y rencontre Michael Pitiot et Marielle Laheurte qui lui font partager leur rêve : rallier la France à bord d’une jonque de mer chinoise. Leur aventure dure deux ans, malgré deux démâtages, les pirates et les aléas d’un tel voyage. Thomas Goisque les rejoint à plusieurs reprises afin de fixer cette aventure sur pellicule. À l’arrivée, les différents membres d’équipage en font un livre.
Homme d’aventure et de voyage, il embarque en 2002 sur un autre voilier et un autre périple. Le navire de « Portes d’Afrique », aventure maritime et littéraire à l’initiative du Figaro, sillonne les côtes africaines en relâchant dans les grands ports de ce continent. Toulon, Malte, Cotonou, Douala, Libreville… sont autant d’escales que le bateau effectue, avec comme équipage, des écrivains se relayant à chaque escale qui apportent leurs visions du monde africain. En collaboration avec la photographe Véronique Durruty, Thomas Goisque publie deux livres, dévoilant les splendeurs de ce continent.

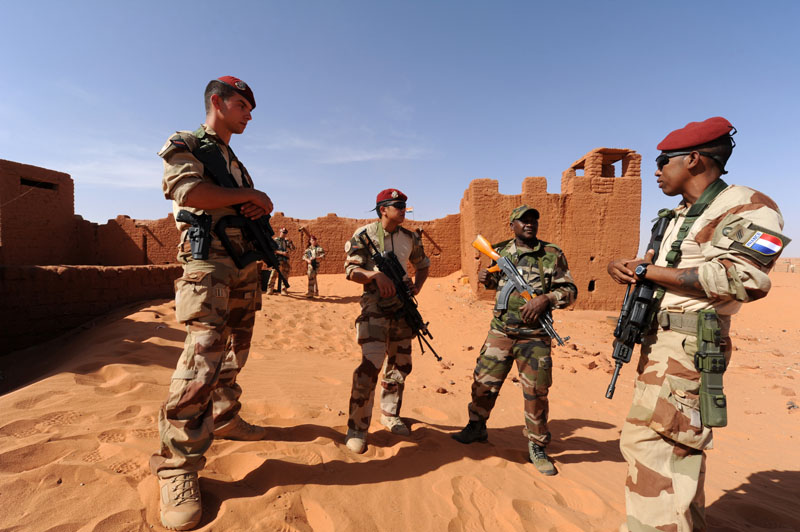
Militaires français et nigériens au fort de Madama pendant l’Opération Barkhane. Thomas Goisque 12 novembre 2014

De périple en voyage, Thomas Goisque fait la connaissance de Sylvain Tesson, aventurier comme lui, avec qui il va nouer une grande amitié et commencer une collaboration qui dure encore. Il rejoint à plusieurs reprises Sylvain Tesson en 2003, au cours de son voyage qui l’entraîne de la Sibérie à la jungle indienne, et il photographie cette longue marche. Ils en font un livre : Sous l’étoile de la liberté.
Suivant l’actualité, on le retrouve ensuite en Irak avec Arnaud de La Grange et Bertrand de Miollis, après la chute du régime de Saddam Hussein. Il part ensuite parcourir le sud du Maroc, région de l’Atlas, avec le romancier Marc Dugain.
Parmi ses fréquentes randonnées avec Sylvain Tesson, Thomas Goisque signe un nouvel ouvrage, témoin d’une nouvelle marche de Sylvain qui l’emmena de la mer d’Aral à la Méditerranée en passant par la mer Noire et la mer Caspienne, sur les traces du pétrole.
Reporter-photographe indépendant, Thomas Goisque parcourt le globe depuis plus de quinze ans, proposant ses reportages d’une rare intensité à de nombreux magazines français ou internationaux : National Geographic, Geo, le Figaro, Le Monde, Animan, Le Point, L’Express, etc. Passionné de moto, il effectue également de grands raids tels que le tour du lac Baïkal sur les glaces ou la traversée du Rajasthan.
Sa première photographie publiée dans Le Figaro Magazine du 28 avril 1995 est sélectionnée parmi les trente plus belles doubles-pages du magazine et exposée sur les grilles du jardin du Luxembourg à l’occasion des trente ans du magazine au printemps 2008.

## Publications
- 1996 : Bosnie Hiver 95 : journal de marche d’un casque bleu appelé, textes en collaboration, Addim
- 1998 : Voyage au pays du Mékong, textes en collaboration, éditions EDM
- 2000 : De Saïgon à Saint-Malo, visions de la jonque Sao Maï, textes et illustrations en collaboration, Transboréal
- 2003 : Nouvelles d’Afrique, à la rencontre de l’Afrique par ses grands ports, en collaboration avec Arnaud de La Grange & Véronique Durruty, Gallimard
- 2003 : Sillages d’Afrique, 20 000 milles d’aventure maritime et littéraire, en collaboration avec Arnaud de La Grange, Michaël Pitiot, Alban Tarnaud & Véronique Durruty, Gallimard
- 2004 : Irak année zéro, textes et illustrations en collaboration, Gallimard
- 2005 : Souss Massa Drâa, l’étoile du sud Marocain, en collaboration avec Marc Dugain, Gallimard
- 2005 : Sous l’étoile de la liberté, six mille kilomètres à travers l’Eurasie sauvage, livre de Sylvain Tesson, Arthaud (version abrégée et illustrée de L'Axe du loup).
- 2007 : L’Or noir des steppes : voyage aux sources de l’énergie, livre de Sylvain Tesson, Arthaud
- 2008 : Baïkal : visions de coureurs de taïga, avec Sylvain Tesson, Transboréal
- 2013 : D’ombre et de poussière,  avec Sylvain Tesson, Albin Michel[11]
- 2016 : Berezina, avec Sylvain Tesson, Gallimard,  (ISBN 2742447121)
- 2017 : En avant, calme et fou, avec Sylvain Tesson,  Albin Michel.

## Prix et récompenses
- 1995 : prix Marc Flament[3]
- 2014 : Prix sergent Sébastien Vermeille[12]

### Portfolio
- Portfolio en ligne de Thomas Goisque